# チリアーノ
チリアーノ（イタリア語: Cigliano）は、イタリア共和国ピエモンテ州ヴェルチェッリ県にある、人口約4,400人の基礎自治体（コムーネ）。

## 地理

### 位置・広がり
ヴェルチェッリ県南西部に位置するコムーネで、ビエッラから南へ28km、県都ヴェルチェッリから西へ31km、州都トリノから北東へ37kmの距離にある。
町域の西側の境界は、トリノ県との県境となっている。町域西南部でわずかにドーラ・バルテア川に面する。
| 隣接するコムーネは以下の通り。TOはトリノ県所属を示す。 - モンクリヴェッロ - 北 - リヴォルノ・フェッラーリス - 東 - サルッジャ - 南 - ロンディッソーネ (TO) - 南西 - マッツェ (TO) - 南西 - ヴィッラレッジャ (TO) - 西 |

## 行政

### 分離集落
チリアーノには、以下の分離集落（フラツィオーネ）がある。
- Olmetto, Petiva, Ronchi, Lotti

## 交通

### 道路
町域内をアウトストラーダ A4 (it:Autostrada A4 (Italia)) が通過しているが、出入口はない。北東のボルゴ・ダーレもしくは南西のロンディッソーネの出入口と国道SS11でアクセスが可能である。
国道および主要な県道
- SS11
- SP593

### 鉄道
鉄道駅はないが、町域内をアウトストラーダ A4に沿ってトリノ-ミラノ高速線が通過している。チリアーノの信号所からは、東側に並行して走るぃ来線（トリノ＝ミラノ線）への連絡線が分岐する。